# Harald Garde
Harald Garde  (26. juni 1861 på Fejø – 28. august 1933 i København) var en dansk arkitekt.

## Uddannelse
I tømrerlære i Hillerød, elev af Chr. V. Nielsens Tegneskole og på Teknisk Institut, optaget på Kunstakademiet maj 1878, med afgang maj 1885, konduktør hos Albert Jensen i flere år. 

## Udstillinger
Charlottenborg 1887, Paris 1889.

## Bygninger
Blegdamsmøllen i København, præstegård i Stavreby, stationsbygninger ved Kalvehavebanen (1897).
Garde overtog senere Københavns Stukfabrik og holdt derefter helt op at virke som arkitekt.